# Атіс Сільвій
Атіс Сільвій (лат. Atys Silvius) — міфічний цар Альба-Лонги, син Альби Сільвія та батько Капіса Сільвія. Найбільш пізній персонаж, включений до царського списку. Був призначений для прославлення роду Атіїв, який перебував у родинних стосунках з панівною династією Юліїв-Клавдіїв. 

## Життєпис
Згідно з переказами, Альба-Лонга була заснована Асканієм як колонія Лавінія. Місто було столицею Латинського союзу і важливим релігійним центром. Альбою-Лонгою правили царі з роду Сільвіїв, нащадки брата чи сина Асканія. З цієї династії, по материнській лінії, походили близнюки Ромул і Рем — засновники Риму. Французький історик XVIII століття Луї де Бофор першим висловив думку про штучність списку. Ця гіпотеза була підтримана наступними вченими й залишається загальновизнаною. Вважається, що список служив для заповнення трьохсотрічної лакуни між падінням Трої і заснуванням Риму. Археологічні відкриття XX століття дозволяють судити, що список був сформований Квінтом Фабієм Піктором або кимось із його попередників. На думку антикознавця Александра Грандаззі, початковий список був створений у середині IV століття до н. е.
Атіс Сільвій в римській міфології був нащадком Енея і шостим царем Альба-Лонги. Він наслідував своєму батькові Альбі Сільвію. Наступником Атіса став його син Капіс Сільвій. Згідно Діонісію Галікарнаському, Атіс Сільвій правив протягом 26 років. Антикознавець Роланд Ларош зазначав, що правління чотирьох царів, Атіса, Капіса, Капета та Тіберіна, сумарно тривало 75 років, що становить рівно два з половиною покоління за тридцять років.

## Етимологія імені
У джерелах різняться імена шостого царя Альби-Лонги. З давніх авторів Атісом Сільвієм його називає тільки Тіт Лівій. Діодор Сицилійський, Овідій, Євсевій і «Перший Ватиканський міфограф» називають його Епітом. У Єроніма, Георгія Сінкелла і в хроніці «Chronographeion Syntomon» — Египт. «Хронографі 354 року» називає його Аппієм, а Діонісій Галікарнаський — Капетом.
Вільям Сміт вважав, що саме від Атіса Сільвія виводив своє походження плебейський рід Атіїв, з якого походила мати Октавіана Августа. Конрад Трібер припустив, що ім'я Атіса Сільвія виникло під час правління імператора, щоб підвищити престиж роду його матері. Іншим подібним прикладом прославлення було включення Вергілієм у текст «Енеїди» згадки про іншого Атіса — товариша Асканія та предка Атіїв. Александр Грандаззі, приймаючи версію Трібера, припустив, що Атіс Сільвій був найбільш пізнім правителем, включеним в альбанський царський список. Легендарні предки Атіїв могли виникнути у відповідь на пропаганду Марка Антонія, який висміював незнатність родичів Августа з боку матері.
Домінік Брікель вважав образ Атіса Сільвія плодом «бурхливої уяви придворних» і називав його автором Марка Веррія Флакка. Александр Грандаззі, не заперечуючи версію Брікеля, припускав, що автором також міг бути Гай Юлій Гігін. Відзначаючи, що обидві версії не є взаємозаперечними.
Робін Хард пов'язував ім'я Атіса Сільвія з однойменними представниками лідійського царського дому, а через них — і з фригійським богом Аттісом.

## Епіт Сільвій
У багатьох джерелах замість Атіса Сільвія йдеться про Епіта Сільвія або ж Єгипта Сільвія. Александр Грандаззі називає його заміною або попередником Атіса Сільвія. Ім'я Епіт є алюзією на «Ілліаду»: так звали батька Періфанта, глашатая батька Енея — Анхіса. Відзначається, що Вергілій також включив у свою поему персонажа з ім'ям Епіт: так звали одного з соратників Енея. Ім'я Єгипт, яке зустрічається в пізніх джерелах, вважається аберацією імені Епіт.
Александр Грандаззі припускав, що використання в альбанському царському списку імен Еней, Асканій, Капіс і Епіт не ґрунтується тільки на згадці в «Іліаді». Він припускав існування якоїсь легендарної традиції в західних грецьких колоніях, де фігурували ці герої. Цю традицію також міг використовувати Вергілій, який включив в «Енеїду» всіх вказаних персонажів.